# Cleiton Xavier
Cleiton Ribeiro Xavier (São José da Tapera, 23 maart 1983) is een Braziliaans voormalig voetballer die doorgaans speelde als middenvelder. Tussen 2001 en 2018 was hij actief voor CSA, Internacional, Sport Recife, Brasiliense, Gama, Marília, Figueirense, Palmeiras, Metalist Charkov, opnieuw Palmeiras, Vitória en CRB.

## Spelerscarrière
Cleiton Xavier speelde in de jeugdopleiding van CSA. Voor die club speelde hij ook acht wedstrijden voor hij werd overgenomen door Internacional, dat hem achtereenvolgens verhuurde aan Sport Recife, Brasiliense, Gama, Marília en Figueirense. In 2009 werd de aanvallende middenvelder overgenomen door Palmeiras. Uiteindelijk kwam hij in anderhalf jaar tot tweeënzeventig competitieoptredens. Op 14 juli 2010 tekende de Braziliaan bij Metalist Charkov, dat circa vierenhalf miljoen euro voor zijn diensten betaalde. Bij Metalist scoorde hij in de seizoenen 2011/12 en 2012/13 meer dan tien doelpunten. In februari 2015 keerde hij na vierenhalf jaar terug naar zijn oude club, Palmeiras. Na twee jaar verkaste hij binnen Brazilië naar Vitória. In mei 2018 werd Xavier voor de duur van een halfjaar gehuurd door CRB. Na deze verhuurperiode gingen Xavier en Vitória definitief uit elkaar. Hierop besloot hij op zesendertigjarige leeftijd een punt te zetten achter zijn actieve loopbaan.

## Clubstatistieken
| Seizoen | Club             | Competitie   | Competitie | Competitie | Beker | Beker | Internationaal | Internationaal | Totaal | Totaal |
| Seizoen | Club             | Competitie   | Wed.       | Dlp.       | Wed.  | Dlp.  | Wed.           | Dlp.           | Wed.   | Dlp.   |
| ------- | ---------------- | ------------ | ---------- | ---------- | ----- | ----- | -------------- | -------------- | ------ | ------ |
| 2001    | CSA              | Série C      | 8          | 2          | 0     | 0     | —              | —              | 8      | 2      |
| 2002    | Internacional    | Série A      | 20         | 3          | 0     | 0     | —              | —              | 20     | 3      |
| 2003    | Internacional    | Série A      | 25         | 1          | 0     | 0     | —              | —              | 25     | 1      |
| 2004    | Internacional    | Série A      | 23         | 1          | 0     | 0     | —              | —              | 23     | 1      |
| 2005    | → Sport Recife   | Série B      | 4          | 0          | 0     | 0     | —              | —              | 4      | 0      |
| 2005    | → Brasiliense    | Série A      | 5          | 1          | 0     | 0     | —              | —              | 5      | 1      |
| 2006    | → Gama           | Série B      | 6          | 0          | 0     | 0     | —              | —              | 6      | 0      |
| 2006    | → Marília        | Série B      | 2          | 0          | 0     | 0     | —              | —              | 2      | 0      |
| 2007    | → Figueirense    | Série A      | 28         | 0          | 0     | 0     | —              | —              | 28     | 0      |
| 2008    | → Figueirense    | Série A      | 33         | 12         | 0     | 0     | —              | —              | 33     | 12     |
| 2009    | Palmeiras        | Série A      | 49         | 6          | 0     | 0     | 12             | 3              | 61     | 9      |
| 2010    | Palmeiras        | Série A      | 23         | 6          | 4     | 1     | —              | —              | 27     | 7      |
| 2010/11 | Metalist Charkov | Premjer Liha | 26         | 6          | 0     | 0     | 9              | 3              | 35     | 9      |
| 2011/12 | Metalist Charkov | Premjer Liha | 25         | 10         | 0     | 0     | 12             | 2              | 37     | 12     |
| 2012/13 | Metalist Charkov | Premjer Liha | 29         | 15         | 0     | 0     | 9              | 5              | 38     | 20     |
| 2013/14 | Metalist Charkov | Premjer Liha | 20         | 7          | 1     | 0     | —              | —              | 21     | 7      |
| 2014/15 | Metalist Charkov | Premjer Liha | 9          | 8          | 2     | 2     | 5              | 1              | 16     | 11     |
| 2015    | Palmeiras        | Série A      | 14         | 0          | 3     | 1     | —              | —              | 17     | 1      |
| 2016    | Palmeiras        | Série A      | 31         | 4          | 3     | 0     | 1              | 0              | 35     | 4      |
| 2017    | Vitória          | Série A      | 36         | 4          | 6     | 2     | —              | —              | 42     | 6      |
| 2018    | Vitória          | Série A      | 1          | 0          | 0     | 0     | —              | —              | 1      | 0      |
| 2018    | → CRB            | Série B      | 4          | 0          | 0     | 0     | —              | —              | 4      | 0      |
| Totaal  | Totaal           | Totaal       | 421        | 86         | 19    | 6     | 48             | 14             | 488    | 106    |

## Erelijst
| Competitie        | Aantal        | Jaren            |               |               |
| Internacional     | Internacional | Internacional    | Internacional | Internacional |
| ----------------- | ------------- | ---------------- | ------------- | ------------- |
| Campeonato Gaúcho | 3             | 2002, 2003, 2004 |               |               |
| Palmeiras         |               |                  |               |               |
| Série A           | 1             | 2016             |               |               |
| Copa do Brasil    | 1             | 2015             |               |               |